# Autotuin

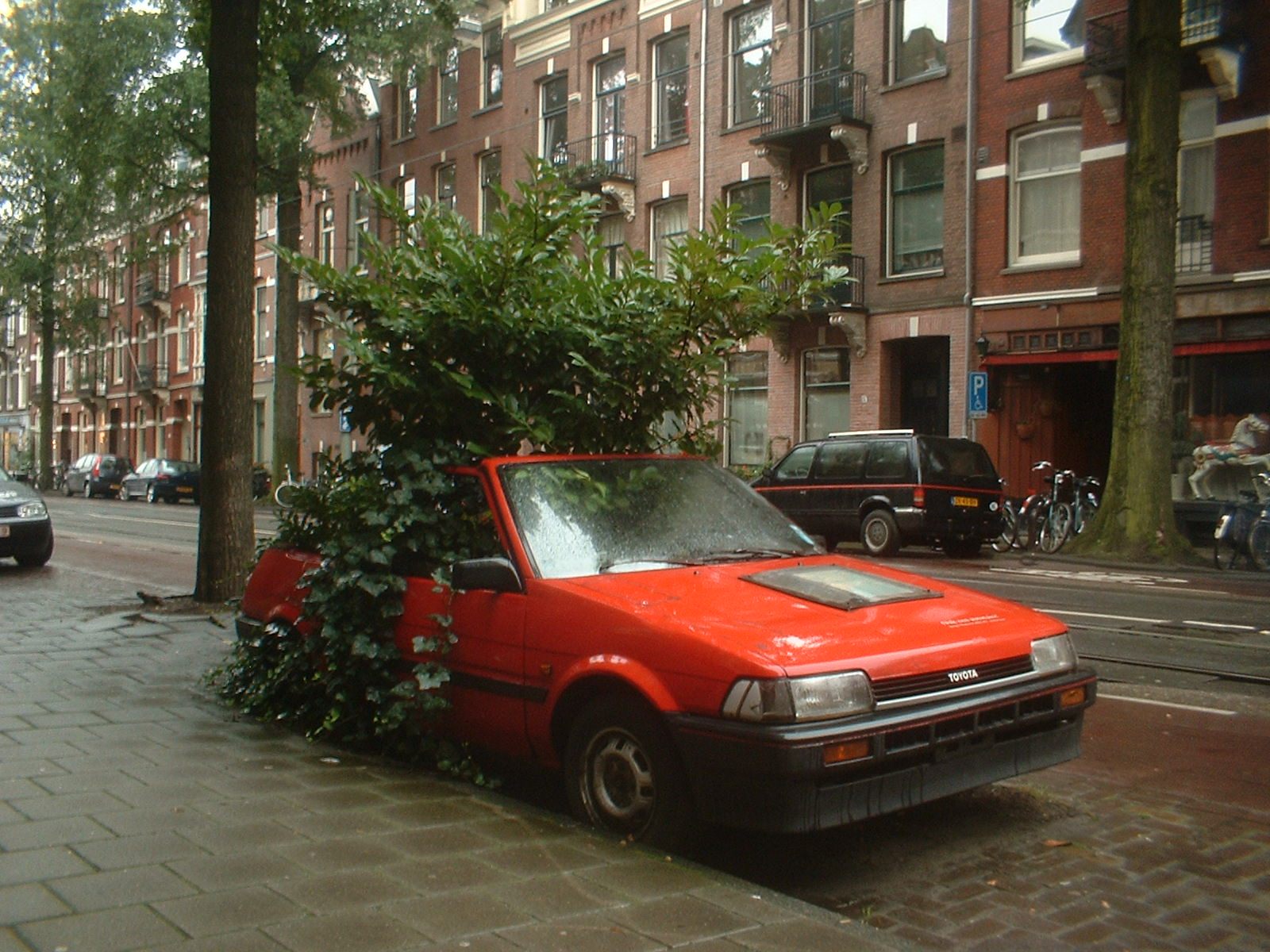
Autotuin (2005)

De autotuin was een auto met een tuintje erin, die van oktober 1998 tot september 2005 in Amsterdam Oud-Zuid aan de openbare weg geparkeerd stond.
De autotuin ontstond op 8 oktober 1998 toen Fokke van Katwijk het dak van zijn rode Toyota Corolla afzaagde. Hij stortte de auto halfvol met tuinaarde en zette er plantjes in. De autotuin stond aanvankelijk aan de Lomanstraat maar verhuisde op 13 mei 2002 naar de Willemsparkweg. Inmiddels was Florrie de Pater eigenaresse geworden omdat Van Katwijk was verhuisd. Zij betaalde de jaarlijkse kosten voor de parkeervergunning en voor de motorrijtuigenbelasting.
De auto diende echter ook verzekerd te zijn. Wanneer een auto van eigenaar wisselt, moet de verzekering binnen enkele dagen worden overgeschreven. Dat was hier niet gebeurd. Alsnog een verzekering aanvragen zou betekenen dat de Toyota apk-gekeurd moest worden, maar gezien de staat van het voertuig zou de Toyota niet door de keuring komen. De Pater probeerde in januari 2005 bij het stadsdeel Oud-Zuid voor de autotuin een status als kunstwerk te verwerven, maar het stadsdeel voelde hier niets voor, omdat het bang was voor precedentwerking. Ten onrechte volgens De Pater, die tevergeefs aanvoerde dat een kunstwerk uniek is en niet gekopieerd kan worden. Toen enkele omwonenden over het voertuig klaagden, kreeg De Pater aangezegd dat het zou worden afgevoerd.
Op 16 september 2005 vond de 'uitvaart' plaats. Hiermee kwam ook een einde aan de geocache die sinds 29 september 2002 met toestemming van De Pater in de autotuin aanwezig was (een filmkokertje met enkele kleine objecten en een velletje papier erin, dat in het dashboardkastje was verstopt). De autotuin stond daarna in de voortuin van de Amsterdamse autosloperij "Rooie Ben" aan de Osdorperweg in Amsterdam-Osdorp (Nieuw-West).

## Vergelijkbare projecten
- Het voertuin-team streeft naar tuinen op wielen – voertuin genoemd – die niet bij de RDW hoeven te worden ingeschreven, maar waarvoor wel een parkeervergunning kan worden aangevraagd. Het idee is geïnspireerd op de autotuin en kreeg in 2003 een prijs van Milieuhulp.nl. In 2005 was echter nog steeds geen prototype ontwikkeld.
- Roel van Duijn, Amsterdams gemeenteraadslid, ex-provo en voorman van de Kabouterbeweging stelde in het kader van milieu- en groenmaatregelen voor daktuintjes op auto's aan te brengen.[1] Een bekende foto toont Van Duijn bij een met daktuintje uitgevoerde Renault 4.[2]
- De Amerikaan Keith Moss uit Miami bouwde een Toyota Corolla-stationwagen om tot rijdende tuin, de Garden Car genaamd.